# Daniel Shanks
Daniel Shanks (1917-1996) est un mathématicien américain qui a travaillé principalement dans les domaines de l'analyse numérique et la théorie des nombres. Il est surtout connu pour son livre Solved and Unsolved Problems in Number Theory.

## Vie et formation
Shanks reçut son BS de physique à l'université de Chicago en 1937, et son doctorat en mathématiques à l'université du Maryland en 1954. Entre les deux, il travailla dans les complexes militaires Aberdeen Proving Ground et Naval Ordnance Laboratory, situés tous deux dans le Maryland, en tant que physicien dans un premier temps, puis comme mathématicien. C'est pendant cette période qu'il acheva sa thèse (1949), bien qu'il n'ait suivi aucun cours de mathématiques.
Après avoir reçu son doctorat, il continua à travailler un certain temps au Naval Ordnance Laboratory avant de partir pour un centre de recherches hydrodynamiques, le David Taylor Model Basin (en), où il resta jusqu'en 1976. Il passa un an au National Bureau of Standards, puis entra à l'université du Maryland en tant que professeur adjoint.

## Travaux
Bien que l'essentiel de son travail soit axé sur l'analyse numérique et la théorie des nombres, il s'intéressa à des domaines aussi variés que le modèle du corps noir et la balistique.

### Analyse numérique
Dans ce domaine, sa plus grande contribution reste son travail sur π. En collaboration avec John Wrench (en), il réussit à en calculer — par ordinateur — les 100 000 premières décimales. Achevé en 1961, leur travail fut considéré comme une avancée majeure. Ils obtinrent par le même moyen une estimation du nombre e avec la même précision.
Shanks a été aussi l'un des éditeurs du journal Mathematics of Computation de 1959 jusqu'à sa mort.

### Théorie des nombres
Il est surtout connu dans le monde de la théorie des nombres pour son ouvrage Solved and Unsolved Problems in Number Theory qui traite principalement des résidus quadratiques et de l'équation de Pell-Fermat.
Il fut notamment un pionnier dans l'introduction de l'outil informatique en théorie des nombres. Il développa plusieurs algorithmes de factorisation basés sur la forme quadratique et le corps de nombres, dont le Baby-step giant-step, servant à calculer le logarithme discret et qui trouve une application directe en cryptographie. On trouve aussi parmi ses travaux une généralisation de la méthode de factorisation de Fermat et une optimisation de l'algorithme du crible quadratique.
En 1974, avec Wrench, il sera le premier à tenter une estimation de la constante de Brun sur les 2 millions de nombres premiers connus de l'époque.